# Télévision en république démocratique du Congo
Depuis 1990 plusieurs compagnies diffusent de l’audiovisuel sur les ondes en République démocratique du Congo (RDC). En 2006, cinquante-huit chaînes de télévision diffusent en RDC, dont trente-huit à Kinshasa.

## Liste des chaînes
Voici les principales chaînes de télévision en RDC :
- Héritage Radio télévision
- Amen Télévision(Amen Tv)[2]
- Africa TV
- Antenne A, à Kinshasa
- CASC@DE TV, Kinshasa
- Canal Congo Télévision (CC TV)
- Canal Kin Télévision (CKTV)
- Canal Tropical Télévision (Tropicana TV)
- Congo Buzz TV
- Congo Education Broadcasting System (CEBS)
- Couleurs Télévision
- Congo Web TV
- Congo 24 TV
- CMB TV
- Digital Congo TV
- Face Télévision (Facetv)
- GKV Network Television (GKV) à Mbanza-Ngungu, Bas-Congo
- Global Television Network
- Hope Channel Tv
- Horizon 33
- Mirador TV
- Molière TV
- Numerica
- Nyota TV, à Lubumbashi, Haut-Katanga
- Madi TV à Goma, Nord-Kivu
- Malaïka tv
- Nzondo TV
- Planète TV
- Radio Ngunga, Mbanza Ngungu
- Radio Télé Puissance (RTP)
- Radio Télévision Armée de l'Éternel
- Radio Télévision de la Voix de l'Aigle
- Radio Télévision Dieu Vivant (RTDV)
- Radio Télévision Groupe Avenir (RTG@)
- Radio Télévision Kimbanguiste
- Radio Télévision Kintuadi
- Radio Télévision Wantanshi (RTW)
- Radio Télévision Message de Vie (RTMV)
- Radio-Télévision nationale congolaise (RTNC) : RTNC1, RTNC2, RTNC3, RTNC4
- Radio Télévision Nyota (RTN)
- Radio Télévision Sango Malamu
- Radio Télévision Sentinelle
- Raga TV, Raga+
- Solar Energy
- Télé50
- Télévision Kin Malebo
- Télé France Kinshasa
- Radio Télévision Mwangaza, Katanga
- Verts Pâturages TV
- Alfajiri télévision à Likasi
- RCK TV
- HEROS TV
- Radio télévision Bethesda (RTB)
- K2A DIGITAL TV
- Bosolo TV
- Radio Télévision de l'éducation (RTEDUC)